# 금산군·대덕군·연기군
금산군·대덕군·연기군은 대한민국의 옛 국회의원 선거구이다. 당시 충청남도 금산군, 대덕군, 연기군 지역을 관할했다.

## 역사
제9대 국회의원 선거를 앞두고 금산군 선거구와 대덕군·연기군 선거구가 통합되면서 신설되었다.
제13대 국회의원 선거를 앞두고 금산군 선거구와 대덕군·연기군 선거구로 다시 분할되면서 폐지되었다.

## 역대 국회의원
| 선거   | 정당 | 정당       | 1위 의원 | 정당 | 정당       | 2위 의원 |
| ------ | ---- | ---------- | -------- | ---- | ---------- | -------- |
| 1973년 |      | 신민당     | 유진산   |      | 민주공화당 | 김제원   |
| 1978년 |      | 민주공화당 | 이준섭   |      | 신민당     | 유한열   |
| 1981년 |      | 민주정의당 | 천영성   |      | 민주한국당 | 유한열   |
| 1985년 |      | 민주정의당 | 천영성   |      | 민주한국당 | 유한열   |

## 역대 선거 결과

### 대한민국 제9대 국회의원 선거
|  | 43.42% |

|  | 35.05% |

|  | 14.46% |

|  | 7.05% |

### 대한민국 제10대 국회의원 선거
|  | 41.09% |

|  | 33.69% |

|  | 14.33% |

|  | 4.19% |

|  | 3.27% |

|  | 1.88% |

|  | 1.52% |

### 대한민국 제11대 국회의원 선거
|  | 43.52% |

|  | 40.53% |

|  | 8.52% |

|  | 7.40% |

### 대한민국 제12대 국회의원 선거
|  | 44.27% |

|  | 32.67% |

|  | 17.45% |

|  | 5.59% |